# Dramatiska och Musikaliska Artisternas Pensionsförening
Dramatiska och Musikaliska Artisternas Pensionsförening är en understödsförening för skådespelare, musiker, dansare med flera som bildades 1857 i Stockholm på initiativ av skådespelaren och teaterledaren Pierre Joseph Deland. Föreningen har därför i dagligt tal kallats Delandska kassan. 
Föreningen har omkring 400 delägare. Från början var den ekonomiska ersättning i form av pensioner, understöd och begravningshjälp som utbetalades från kassan av stor betydelse för scenkonstnärer med i många fall osäkra och oregelbundna inkomster. 150 år efter grundandet lever föreningen kvar mest som en kuriositet från en tid då det sociala skyddsnätet var så gott som obefintligt för konstnärliga utövare. Ordförande i föreningen åren 1995 - 2010 regissör Bernt Callenbo och från maj 2010 dansare Per-Birger Stenudd.